# Ley de Interrupción Voluntaria del Embarazo de Argentina
La Ley de Interrupción Voluntaria del Embarazo (IVE) No 27.610 de Argentina fue sancionada por el Congreso Nacional el 30 de diciembre de 2020 y promulgada el 14 de enero de 2021. Establece el derecho al aborto en todos los casos hasta la semana catorce inclusive, manteniendo la vigencia del derecho al aborto en casos de violación y riesgo para la vida o salud de la madre, sin límite de tiempo.
El proyecto fue presentado por el entonces presidente en ejercicio, el peronista Alberto Fernández (2019-2023) del Frente de Todos (paradójicamente, el mismo político fue acusado posteriormente de violencia física contra su pareja, la periodista Fabiola Yáñez, poniendo en entredicho los valores feministas que, en teoría, enarbolaba). Fue aprobado en la Cámara de Diputados por 131 votos afirmativos y 117 negativos, y en la Cámara de Senadores por 38 votos a favor y 29 en contra. Finalmente en diciembre de 2020 el Congreso Nacional aprobó la Ley de Interrupción Voluntaria del Embarazo, con el voto mayoritario de los parlamentarios del Frente de Todos, aunque también se registraron votos positivos en la mayoría de los otros bloques, en una votación calificada como «transversal». La Ley de Interrupción Voluntaria del Embarazo fue aprobada simultáneamente con la llamada Ley de los Mil Días, estableciendo un sistema nacional de atención y cuidado integral de la salud durante el embarazo y la primera infancia.
En 2024, el presidente Javier Milei anunció intenciones de buscar derogar la presente Ley.

## Antecedentes
En Argentina el aborto estuvo penalmente castigado en todos los casos hasta 1886. En 1903 una reforma al Código Penal se estableció que los casos de tentativa de aborto no fueran punibles. En 1921 se sancionó el Código Penal vigente en 2020. Allí se penalizaba en el art. 86, con prisión de uno a cuatro años, a las mujeres y profesionales que realizaran intencionalmente un aborto. Sin embargo, el Código Penal de 1921 estableció en dos incisos, los casos de aborto no punible: 1) para evitar un peligro para la vida o la salud de la madre (aborto terapéutico); 2) si el embarazo se debía a una violación o a un atentado al pudor cometido contra una mujer «demente». El alcance de la despenalización del art. 86 sufrió fuertes pujas doctrinarias y políticas en las décadas siguientes.
En 2004 el XIX Encuentro Nacional de Mujeres realizado en Mendoza, decidió lanzar la Campaña Nacional por el Derecho al Aborto Legal Seguro y Gratuito, en el marco del lema «Educación sexual para decidir, anticonceptivos para no abortar, aborto legal para no morir». La Campaña elaboró un proyecto de Ley de Interrupción Voluntaria del Embarazo que fue presentado a la Cámara de Diputados en 2007 y que, ante la falta de tratamiento dentro de las sesiones anuales, se presentó nuevamente los siguientes años.
En 2012 la Corte Suprema en el «Caso F.A.L.» estableció por unanimidad que el artículo 86 del Código Penal de la Nación permitía el aborto en los casos de violación y de peligro para la salud o vida de la mujer o persona gestante. En el mismo fallo, la Corte también le encargó a los poderes ejecutivos nacionales y provinciales la elaboración de protocolos hospitalarios, para que las mujeres que desearan abortar en los casos de abortos no punibles, no vieran negado su derecho debido a trabas burocráticas.

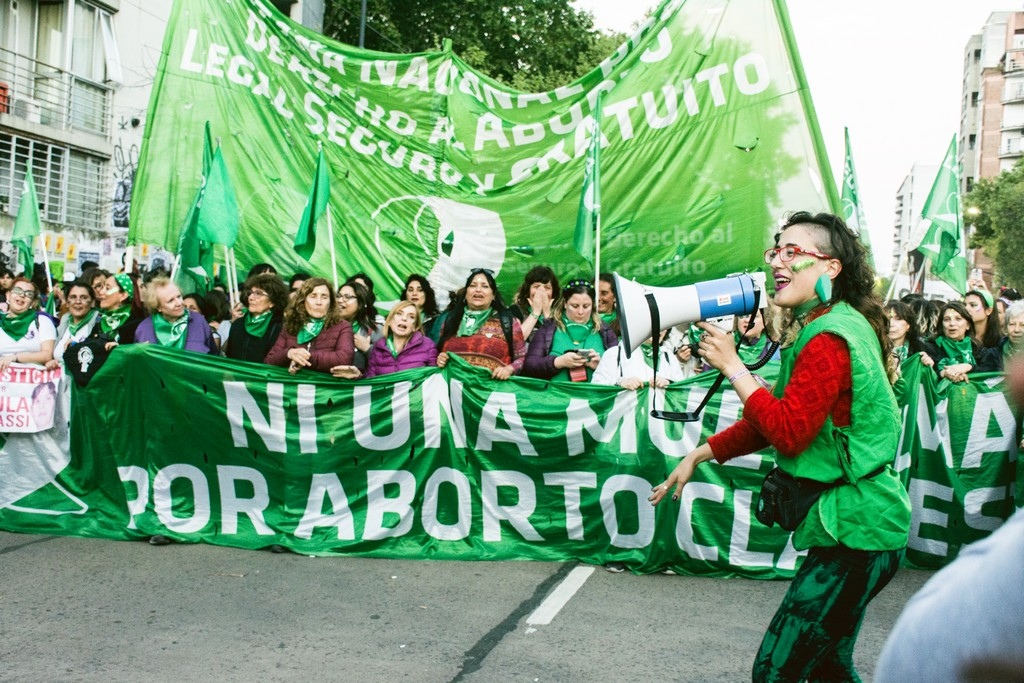
La masividad de la llamada «marea verde» feminista por el aborto legal obligó al Congreso a tratar el tema en 2018, por primera vez en la historia argentina

El 19 de febrero de 2018, la Campaña Nacional por el Derecho al Aborto Legal Seguro y Gratuito organizó un «twitazo» con el hastag #AbortoLegalYa (que fue trending topic) y un «pañuelazo» frente al Congreso y un centenar de ciudades de todo el país, que sorprendió a la opinión pública por la masividad y corta edad promedio de las mujeres movilizadas, identificadas con pañuelos verdes. El movimiento feminista en Argentina ya había demostrado un auge histórico en ocasión del movimiento Ni una menos, que encontró una continuidad en la lucha por el aborto legal y gratuito.
La contundencia de la llamada «marea verde» hizo que el entonces presidente Mauricio Macri lo incluyera en la agenda parlamentaria de 2018 y el Congreso Nacional decidiera discutirlo en plenario, por primera vez en su historia, pero aunque la Cámara de Diputados votó a favor de la despenalización, la de Senadores rechazó el proyecto.

## Proyecto y tratamiento parlamentario
El 10 de diciembre de 2019 asumió como presidente el peronista Alberto Fernández, luego de vencer en las elecciones de 2019, como candidato del Frente de Todos. Fernández ya se había pronunciado con anterioridad a favor de la legalización del aborto, dando a conocer que como profesor de derecho penal en la Universidad de Buenos Aires, hacía 20 años que venía enseñando que la política criminal de castigo a las mujeres por abortar había fracasado y era necesario despenalizarlo.
Durante la campaña electoral Fernández ratificó su compromiso de legalizar el aborto, garantizando la atención gratuita, en el marco de la Ley de Educación Sexual Integral.

La penalización del aborto ha fracasado como política. Mueren mujeres por abortos clandestinos y otras sufren graves secuelas en su salud. Ratifico mi compromiso para legalizar el aborto, garantizar el acceso a los servicios de salud e implementar con eficacia la ESI.

El 17 de noviembre de 2020, durante la lucha contra la pandemia de COVID-19, el presidente Fernández envió al Congreso un proyecto de ley sobre el aborto, ingresándola por la Cámara de Diputados, con la indicación de darle prioridad a su tratamiento, con el fin de que pudiera ser tratada en ambas cámaras antes del cierre del año.
El proyecto del Poder Ejecutivo fue redactado por la secretaria Legal y Técnica de la Nación, Vilma Ibarra, y además de la firma del presidente Fernández, contó con las firmas del jefe de Gabinete, Santiago Cafiero, las ministras de Mujeres, Género y Diversidad, Elizabeth Gómez Alcorta, de Justicia y Derechos Humanos, Marcela Losardo, y el ministro de Salud, Ginés González García.
El texto del proyecto del Poder Ejecutivo es básicamente el mismo que fue finalmente sancionado como ley, guardando la misma organización lógica, pero la Cámara de Diputados le realizó varias reformas:
- Reducción de diez días a cinco días el plazo en que el establecimiento tiene la obligación de realizar el aborto, contado a partir del momento que recibe la petición;[20][6]
- Eliminación total del artículo 10 del proyecto, que contemplaba la posibilidad de la objeción de conciencia por parte de «él o la profesional de salud que deba intervenir de manera directa». El texto del proyecto aprobado como ley no contempla esa posibilidad;[20][6]
- Eliminación de la pena contemplada en el proyecto para los abortos realizados con posterioridad a la semana catorce. El texto del proyecto aprobado como ley establece explícitamente que «La mujer o persona gestante que causare su propio aborto o consintiere en que otro/a se lo causare en ningún caso será penada» (art. 17, que reforma el art. 88 del Código Penal);[20][6]
- Una redacción diferente del artículo 5 del proyecto del PEN (Derechos en la atención de la salud), que fue renumerado como artículo 7 del proyecto aprobado como ley y renombrado con el epígrafe «Asesorías», relacionado con cuestiones tales como la privacidad, el trato digno, la laicidad de la información, etc.[20][6]

## Votación

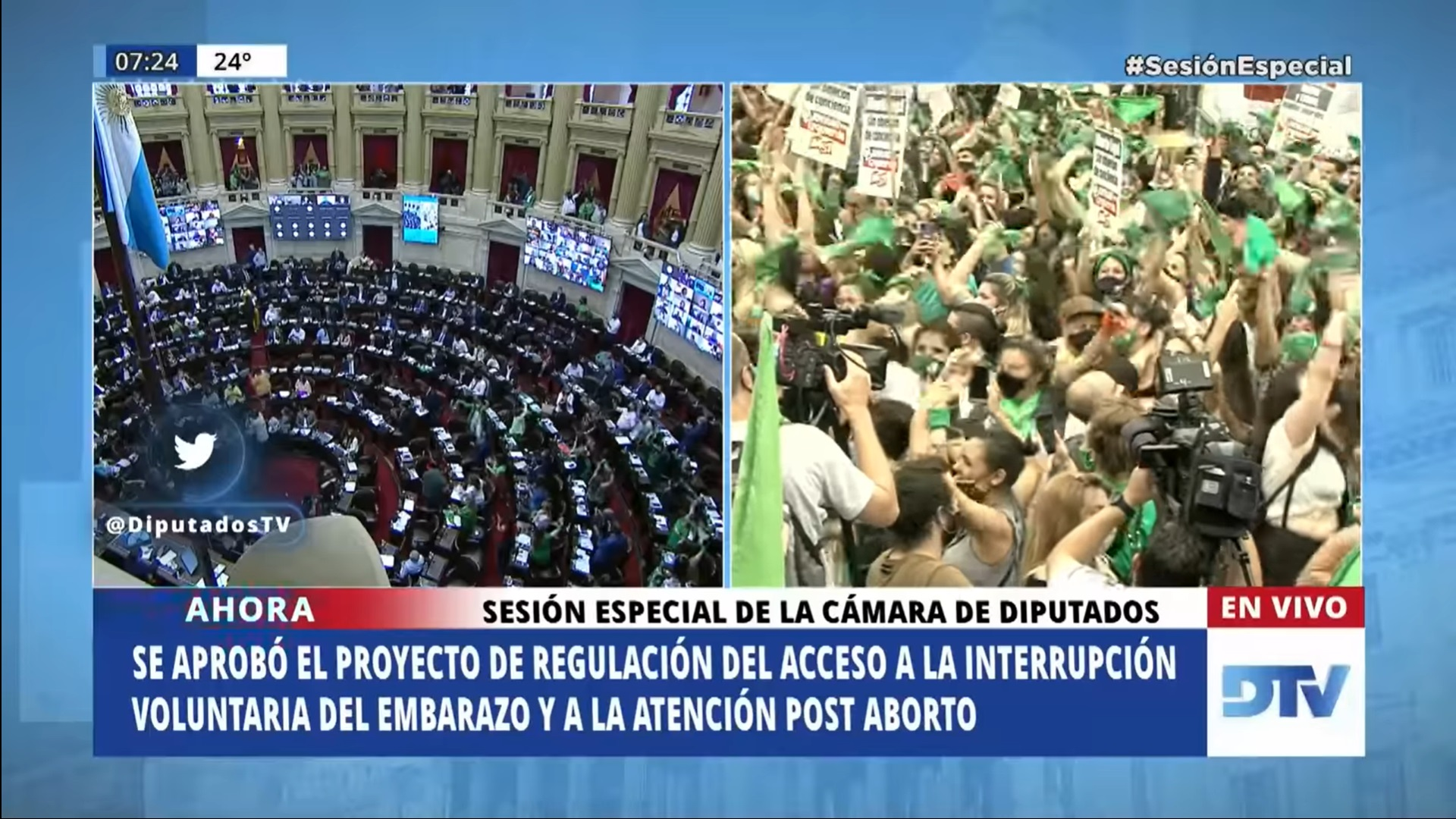
Transmisión por TV del momento en que se aprueba el proyecto en la Cámara de Diputados, festejado por manifestantes.

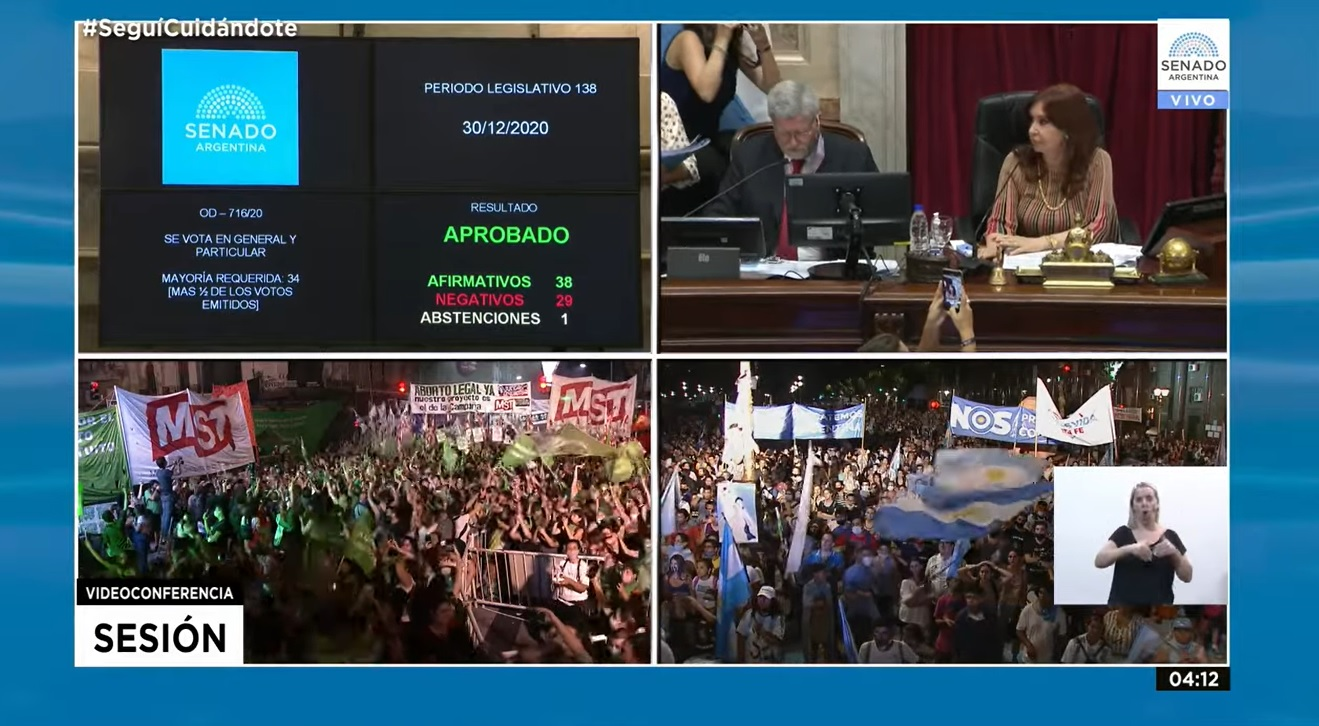
La presidenta del Senado de la Nación Argentina, Cristina Fernández anuncia la aprobación de la Ley, con 38 votos afirmativos, 29 negativos y 1 abstención.

En la sesión del día 10 de diciembre de 2020, la Cámara de Diputados, presidida por el peronista Sergio Massa (Frente Renovador en el Frente de Todos), sesionando de manera presencial y virtual debido a la pandemia, aprobó el proyecto en horas de la mañana del día siguiente, por 131 votos afirmativos, con 117 en contra y 6 abstenciones luego de más de 20 horas de debate.
En la sesión del día 29 de diciembre de 2020, la Cámara de Senadores, presidida por la vicepresidenta de la Nación, la peronista Cristina Fernández de Kirchner (kirchnerismo en el Frente de Todos), sesionando de manera presencia y virtual debido a la pandemia, aprobó el proyecto en la madrugada del día siguiente, por 38 votos afirmativos, con 29 en contra y 1 abstención, tras doce horas de debate.
Durante el debate en el Senado se informó que el presidente de la Nación continuó las conversaciones con algunos senadores que tenían algunas objeciones sobre el texto del proyecto, como el rionegrino Alberto Weretilneck que cuestionaba la expresión «salud integral» incluida en una de las causales, llegando a un acuerdo de vetar parcialmente la ley, a fin de eliminar la palabra «integral». El recurso a la facultad del veto buscó evitar que fuera modificado el proyecto aprobado en la Cámara de Diputados, lo que hubiera obligado a devolver el proyecto a la cámara inicial.

## Contenido
La ley tiene 22 artículos. Las características esenciales de la misma están definidas en el artículo 1, que incluye el derecho a interrumpir el embarazo hasta la semana catorce incluida, como un derecho humano en cabeza de cada mujer y persona con capacidad de gestar, independientemente de su identidad de género. El artículo 1 dice textualmente:

La presente ley tiene por objeto regular el acceso a la interrupción voluntaria del embarazo y a la atención postaborto, en cumplimiento de los compromisos asumidos por el Estado argentino en materia de salud pública y derechos humanos de las mujeres y de personas con otras identidades de género con capacidad de gestar y a fin de contribuir a la reducción de la morbilidad y mortalidad prevenible.

La ley aclara que el derecho incluye el acceso a métodos de prevención del embarazo, información al respecto y atención postparto (art. 2). y que la interrupción del embarazo establecida en el art. 1, no impone límites de tiempo, al derecho a abortar que la ley concedía en la Argentina en casos de violación (estableciendo que basta una declaración jurada cuando se trata de mayores de trece años) y riesgo para la vida o salud (art. 4).
El artículo 5 establece el derecho de cada persona gestante a realizarse el aborto en un plazo máximo de diez días desde que así lo solicite, bajo supervisión profesional, en condiciones de privacidad, reserva, trato digno y calidad. Las autoridades del establecimiento quedan obligadas a garantizar ese derecho.
El artículo 8 precisa la edad que debe tener la persona gestante para solicitar un aborto. Si es menor de trece años necesita la autorización de al menos uno de sus representantes legales. Entre trece y dieciséis años no necesita autorización de sus representantes legales, salvo que se trate de un caso de riesgo de muerte o daño a la salud. Las personas mayores de dieciséis años tienen plena capacidad para tomar la decisión. En el caso de personas con capacidad restringida el aborto debe realizarse siempre con su consentimiento (art. 9).
El artículo 10 contempla la situación de la objeción de conciencia, por parte de las personas profesionales de salud que deban intervenir de manera directa, de manera que no obstaculice el aborto. No puede invocarse en caso de que la vida o salud de la persona gestante esté en peligro ni en casos de atención sanitaria postaborto. Todos los establecimientos de salud deben estar en condiciones de realizar efectiva y gratuitamente el aborto, previendo la posibilidad de la objeción de conciencia. (art. 11 y 12)
La ley establece que el derecho al aborto debe respetarse en un marco en el cual todos los estamentos del Estado, nacional, provincial y municipal, deben implementar la Ley 26.150 de Educación Sexual Integral, con «políticas activas para la promoción y el fortalecimiento de la salud sexual y reproductiva de toda la población» (art. 13).
Los artículos 14 a 19 establecen las reformas al Código Penal. El artículo 85, inciso 2, que penaliza a las personas que causan o ayudan a causar un aborto con consentimiento, fue reformado para incluya solamente los casos de aborto posteriores a la semana catorce, salvo que se trate de los supuestos del art. 86 (aborto terapéutico o en caso de violación). La ley penaliza la dilación injustificada, obstaculización o negación a practicar un aborto en los casos legalmente autorizados, por parte de las personas profesionales o el personal de salud (art. 85 bis del Código Penal). El artículo 86 del CP fue reformado para aclarar que no es delito el aborto realizado a la persona gestante hasta la semana 14 inclusivo, ni el realizado en cualquier momento en casos de violación o riesgo de muerte o salud. El art. 87 fue reformado para incluir el delito de aborto causado sin intención por un acto violento. El art. 88 fue reformado para incluir el delito de aborto voluntario luego de la semana catorce, con la posibilidad de eximición «cuando las circunstancias hicieren excusable la conducta».

## Detalle de la votación

### Diputados

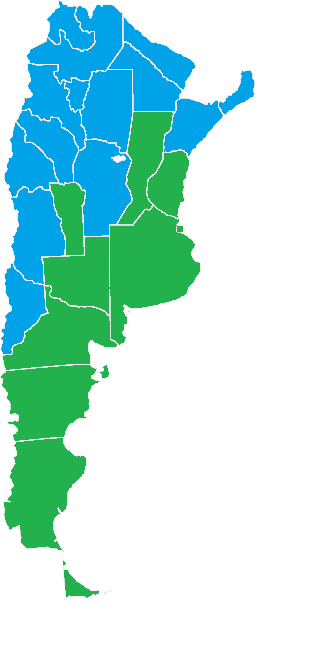
Votación de los diputados de la Nación por Provincia.
Provincias cuya mayoría de diputados votó a favor del proyecto de ley
Provincias cuya mayoría de diputados votó en contra del proyecto de ley

El 11 de diciembre de 2020 se aprobó la media sanción de la ley con 131 votos a favor, 117 en contra y 6 abstenciones.
| Bloques                                                                   | Bloques                               | Afirmativo | Negativo | Abstención | Ausente | Presidente de la Cámara |
| ------------------------------------------------------------------------- | ------------------------------------- | ---------- | -------- | ---------- | ------- | ----------------------- |
| Frente de Todos (119)                                                     | 82                                    | 32         | 3        | 1          | 1       |                         |
|                                                                           | Propuesta Republicana (53)            | 11         | 40       | 1          | 1       |                         |
| Unión Cívica Radical (46)                                                 | 27                                    | 18         | 1        |            |         |                         |
| Coalición Cívica ARI (14)                                                 | 4                                     | 9          | 1        |            |         |                         |
| Producción y Trabajo (1)                                                  |                                       | 1          |          |            |         |                         |
| Frente Cívico y Social de Catamarca (1)                                   |                                       | 1          |          |            |         |                         |
| Juntos por el Cambio (115)                                                | Juntos por el Cambio (115)            | 42         | 69       | 3          | 1       |                         |
|                                                                           | Córdoba Federal (4)                   |            | 4        |            |         |                         |
| Consenso Federal (3)                                                      | 1                                     | 2          |          |            |         |                         |
| Justicialista (2)                                                         | 1                                     | 1          |          |            |         |                         |
| Frente Progresista Cívico y Social (1)                                    |                                       | 1          |          |            |         |                         |
| Socialista (1)                                                            | 1                                     |            |          |            |         |                         |
| Federal (11)                                                              | Federal (11)                          | 3          | 8        |            |         |                         |
|                                                                           | Frente de la Concordia Misionero (3)  | 1          | 2        |            |         |                         |
| Unidad y Equidad Federal (2)                                              |                                       | 2          |          |            |         |                         |
| Juntos Somos Río Negro (1)                                                | 1                                     |            |          |            |         |                         |
| Unidad Federal para el Desarrollo (6)                                     | Unidad Federal para el Desarrollo (6) | 2          | 4        |            |         |                         |
| Acción Federal (2)                                                        |                                       | 2          |          |            |         |                         |
| Partido por la Justicia Social (1)                                        |                                       | 1          |          |            |         |                         |
| Partido de los Trabajadores Socialistas (1)                               | 1                                     |            |          |            |         |                         |
| Izquierda Socialista-Frente de Izquierda y de los Trabajadores-Unidad (1) | 1                                     |            |          |            |         |                         |
| Movimiento Popular Neuquino (1)                                           |                                       | 1          |          |            |         |                         |
| Total (257)                                                               | Total (257)                           | 131        | 117      | 6          | 2       | 1                       |

### Senadores
| Bloques                                        | Bloques                   | Afirmativo | Negativo | Abstención | Ausente |
| ---------------------------------------------- | ------------------------- | ---------- | -------- | ---------- | ------- |
| Frente de Todos (41)                           | 25                        | 12         | 1        | 3          |         |
|                                                | Unión Cívica Radical (14) | 5          | 9        |            |         |
| Frente Pro (8)                                 | 5                         | 3          |          |            |         |
| Frente Cívico y Social de Catamarca (1)        | 1                         |            |          |            |         |
| Avanzar San Luis (1)                           |                           | 1          |          |            |         |
| Producción y Trabajo (1)                       |                           | 1          |          |            |         |
| Juntos por el Cambio (25)                      | Juntos por el Cambio (25) | 11         | 14       |            |         |
|                                                | Santa Fe Federal (1)      |            | 1        |            |         |
| Justicialista 8 de Octubre (1)                 |                           | 1          |          |            |         |
| Movimiento Neuquino (1)                        | 1                         |            |          |            |         |
| Mediar Argentina (1)                           |                           |            |          | 1          |         |
| Parlamentario Federal (4)                      | Parlamentario Federal (4) | 1          | 2        |            | 1       |
| Partido de la Concordia Social de Misiones (1) |                           | 1          |          |            |         |
| Juntos Somos Río Negro (1)                     | 1                         |            |          |            |         |
| Total (72)                                     | Total (72)                | 38         | 29       | 1          | 4       |

## Ley de los Mil Días
La Ley de Interrupción Voluntaria del Embarazo se aprobó conjuntamente con una ley complementaria, llamada de los Mil Días, plazo durante el cual el Estado debe acompañar, proteger y apoyar integralmente a las embarazadas, puérperas y recién nacidos. La Ley nacionaliza un sistema establecido en la provincia de San Juan desde 2016.
La Ley establece: 
- una Asignación por Cuidado de Salud Integral, que consistirá en el pago de una suma de dinero que se abonará una vez al año por cada niño menor de tres años;
- la extensión de la Asignación Universal por Embarazo, que consistirá en un beneficio monetaria mensual desde la certificación del embarazo;
- la extensión de la Asignación por Nacimiento de Hijo y Adopción.[26]

La Ley ordena al Estado Nacional establecer un plan universal de acompañamiento médico y nutricional, a la madre y al niño, en cuatro etapas: embarazo, los primeros 6 meses de vida, hasta el primer año, y el segundo año de vida. La provisión de los insumos fundamentales para las personas gestantes durante el embarazo y para los niños hasta los tres años (medicamentos esenciales; vacunas; leche; y alimentos para el crecimiento y desarrollo saludable) debe ser gratuita y garantizada por el Estado.

## Incidencias posteriores a su sanción
En enero de 2021, la Ley de Interrupción Voluntaria del Embarazo fue suspendida en la Provincia de Chaco debido a una medida cautelar dispuesta por una jueza de primera instancia. La medida cautelar fue revocada en marzo de ese año.
El 8 de febrero de 2024, tras el recambio en las bancas del Congreso, el cambio de signo político del Gobierno y el ascenso de Javier Milei y La Libertad Avanza a la Presidencia de la Nación, la ley fue cuestionada duramente por el nuevo oficialismo. La diputada libertaria Rocío Bonacci presentó un proyecto para derogar la ley 27.610, pero tuvo que retirarlo tras no recibir el apoyo de su partido. No obstante, La Libertad Avanza no descartó debatir una eventual derogación en el futuro.